# Хазінська печера
Хазинська печера, Тірмян-Таш — печера в Ішимбайському районі Башкортостану.
Розташована поблизу села Хазиново в лісовому масиві в долині Хазино. В печері декілька поверхів, 3-й поверх погано досліджений. Всередині печери зустрічаються вапнякові сталактити і сталагміти, кальцитові ванни, греблі.
Вхід в печеру діаметром близько 1 м. Довжина печери більше 100 м.
Пам'ятка природи (1985). Охороняється законодавчо. Предмет охорони

1.  Унікальна печера та джерело, що має важливе наукове та господарське значення.
2.  Типові варіанти рослинності західного макросхилу Південного Уралу.